# NGC 1727
NGC 1727 is een open sterrenhoop in het sterrenbeeld Goudvis. Het hemelobject werd in 1826 ontdekt door de Schotse astronoom James Dunlop.

## Synoniemen
- ESO 56-SC14